# Sorcy-Saint-Martin
Sorcy-Saint-Martin település Franciaországban, Meuse megyében. Lakosainak száma 1044 fő (2022. január 1.). Sorcy-Saint-Martin Euville, Boucq, Troussey, Void-Vacon és Laneuville-au-Rupt községekkel határos.

## Népesség
A település népessége az elmúlt években az alábbi módon változott:
| Lakosok száma | 1161 | 1027 | 994  | 1001 | 1068 | 1090 | 1105 | 1066 | 1047 | 1044 |
|               | 1968 | 1982 | 1990 | 2006 | 2013 | 2015 | 2017 | 2019 | 2020 | 2022 |